# São Martinho das Chãs
São Martinho das Chãs ist eine Gemeinde (Freguesia) im portugiesischen Kreis Armamar. In ihr leben 478 Einwohner (Stand 19. April 2021).